# Argylle
Argylle is een Brits-Amerikaanse film uit 2024, geregisseerd en geproduceerd door Matthew Vaughn en geschreven door Jason Fuchs. In de film spelen onder meer Henry Cavill, Bryce Dallas Howard, Sam Rockwell, Bryan Cranston, Catherine O'Hara, Dua Lipa, Ariana DeBose, John Cena en Samuel L. Jackson.

## Verhaal
Elly Conway is een introverte schrijfster van spionageromans die zelden haar huis verlaat. Ze wordt echter meegezogen in de echte wereld van spionage wanneer de plots van haar boeken, met daarin een fictieve geheim agent genaamd Argylle, iets te dicht bij de activiteiten van een sinister ondergronds syndicaat komen. Wanneer Aidan, een undercover-spion, opduikt om haar te redden van ontvoering of moord, worden Elly en haar geliefde kat Alfie ondergedompeld in een geheime wereld waar niets en niemand is wat ze lijken.

## Rolverdeling
| Acteur              | Personage           |
| ------------------- | ------------------- |
| Henry Cavill        | Argylle             |
| Louis Partridge     | de jonge Argylle    |
| Bryce Dallas Howard | Elly Conway         |
| Sam Rockwell        | Aidan               |
| Bryan Cranston      | Ritter              |
| Catherine O'Hara    | Ruth, Elly's moeder |
| Dua Lipa            | LaGrange            |
| Ariana DeBose       | Keira               |
| John Cena           | Wyatt               |
| Samuel L. Jackson   | Alfred Solomon      |
| Sofia Boutella      | Saba Al-Badr        |
| Rob Delaney         |                     |
| Jing Lusi           |                     |
| Richard E. Grant    | Fowler              |
| Chip                | Alfie, Elly's kat   |

## Release
Argylle ging op 24 januari 2024 in première in het Odeon Luxe Leicester Square in London. De film van Universal Pictures en Apple Original Films draaide vanaf 2 februari 2024 in de bioscopen, vanaf 12 april 2024 werd hij op Apple TV+ uitgebracht.